# Global Times
A Global Times (kínaiul: 環球時報 / 环球时报; pinyin: huánqiú shíbào) egy kínai napilap, mely nemzetközi kérdésekkel foglalkozik.
A Global Times-t 1993-ban kínai nyelven publikálták. Az angol nyelvű verzió 2009. április 20-án indult kínai kampány részeként 45 milliárd renminbi költséggel.
Hu Xijin, az angol verzió szerkesztője, 20 millió renminbi veszteséget állapított meg első éves veszteségként. Peking Chaoyang kerületében található az újság szerkesztősége. Körülbelül 100 000 példányban nyomtatják a napilapot. 
- China Daily
- China Today